# Detaljer
Detaljer er en svensk dramafilm fra 2003 skrevet af Jonas Frykberg og instrueret af Kristian Petri. Filmen, som er baseret på et skuespil af Lars Norén, har blandt andre Michael Nyqvist, Pernilla August, Rebecka Hemse og Jonas Karlsson i hovedrollerne.

## Handling
Filmen foregår i Stockholm i 1990'erne og fokuserer på bogforlæggeren Erik Falk, som er gift med lægen Ann. Et manuskript fra den unge Emma ankommer til forlaget, og Erik forelsker sig i hende. Hun ender dog med at være sammen med den unge dramatiker Stefan, som tilfældigvis er Anns patient. Filmen følger de fire personer over en periode på ti år og skildrer, hvordan deres forhold bliver vendt på hovedet.

## Medvirkende (i udvalg)
- Michael Nyqvist som Erik Falk
- Pernilla August som Ann
- Gustaf Skarsgård som Daniel
- Valter Skarsgård som unge Daniel
- Rebecka Hemse som Emma Lukacs
- Jonas Karlsson som Stefan
- Ebba Hultkvist Stragne som Rineke
- Gunnel Fred som Eva
- Michalis Koutsogiannakis som mand på hospitalsgangen